# San José de Comayagua
San José de Comayagua (uit het Spaans: "Sint-Jozef van Comayagua") is een gemeente (gemeentecode 0314) in het departement Comayagua in Honduras.
Het dorp ligt in de Cordillera de Montecillos, dicht bij de bergen El Moral en Lavanderos.

## Bevolking
De bevolking is als volgt verdeeld:
| Vrouwen | 3829 | 48,6% |
| Mannen  | 4053 | 51,4% |

## Dorpen
De gemeente bestaat uit dertien dorpen (aldea), waarvan de grootste qua inwoneraantal: San José de Comayagua (code 031401) en Las Delicias (031410).